# Johan Kleppe
Johan Kleppe (* 29. September 1928 in Bjørnskinn, Kommune Andøy; † 17. Mai 2022) war ein norwegischer Veterinärmediziner und Politiker der Partei Venstre. Zwischen 1969 und 1973 war er Abgeordneter im Storting, von Oktober 1972 bis Oktober 1973 war er der Verteidigungsminister seines Landes.

## Leben
Kleppe besuchte bis 1946 die Handelsschule. Im Jahr 1954 schloss er sein Studium an der Veterinärshochschule ab. Während seines Studiums war er sowohl bei der Venstre-Partei als auch bei der Vereinigung der Tiermedizinstudenten aktiv, bei letzterer wirkte er als Vorsitzender. Nachdem er bereits im Jahr 1953 eine Assistenzstelle im Veterinärswesen übernommen hatte, arbeitete er von 1955 bis 1963 als Gemeindeveterinär der Kommune Andøy. Anschließend war er bis 1976 mit Unterbrechung als Distriktsveterinär der Gemeinde tätig. Während dieser Zeit engagierte er sich auch in der Lokalpolitik, so saß er von 1955 bis 1963 im Kommunalparlament der damaligen Kommune Bjørnskinn. Nachdem diese in der Kommune Andøy aufging, saß Kleppe bis 1978 weiter in deren Kommunalparlament. In den Jahren 1963 bis 1966 hatte er dabei den Posten des stellvertretenden Bürgermeisters inne, zwischen 1966 und 1969 übernahm er erstmals das Amt des ersten Bürgermeisters.
Zum 1. Januar 1968 wurde er zum Staatssekretär im norwegischen Landwirtschaftsministerium ernannt. Er war dabei unter Minister Bjarne Lyngstad in der Regierung Borten tätig. Sein Amt übte er bis zum 31. Juli 1969 aus. Bei der Parlamentswahl 1969 zog er direkt in das norwegische Nationalparlament Storting ein. Dort vertrat er den Wahlkreis Nordland und wurde Mitglied im Landwirtschaftsausschuss. Des Weiteren gehörte er bis Oktober 1972 dem Fraktionsvorstand der Venstre-Gruppierung im Parlament an.
Am 18. Oktober 1972 wurde Kleppe zum Verteidigungsminister in der neu gebildeten Regierung Korvald ernannt. Er übte sein Amt bis zum Abgang der Regierung am 16. Oktober 1973 aus. Bei der Parlamentswahl 1973 gelang es ihm nicht, erneut in das Storting einzuziehen. Kleppe kehrte daraufhin zu seiner Tätigkeit als Distriksveterinär zurück. In den Jahren 1975 bis 1978 übernahm er zum zweiten Mal das Amt des Bürgermeisters der Kommune Andøy. Als Veterinär arbeitete er ab 1976 als Fylkesveterinär für die Region Nord-Norge, in den Jahren 1992 und 1993 war er für Troms, Finnmark und Spitzbergen zuständig. Im Jahr 1994 wurde er Walfanginspektor (Hvalfangstinspektør). Im Jahr 1998 wurde er Ehrenmitglied der norwegischen Veterinärsvereinigung Den norske Veterinærforening.
Am 17. Mai 2022 starb Kleppe im Alter von 93 Jahren.

## Werke
- 1973: Vår sikkerhets- og forsvarspolitikk, Oslo